# 圣阿维斯堂
圣阿维斯堂（Chiesa Sant'Alvise）是一座罗马天主教教堂，位于意大利威尼斯卡纳雷吉欧区。按照传统，它是由Antonia Venier建于1338年，供奉图卢兹的路易，毗邻一个修道院。

## 内部
该堂的外墙和立面仅为砖砌，颇为朴素，然而内部装饰却极为富丽堂皇。目前的面貌是17世纪修复的结果，包括：
天花板壁画由Pietro Antonio Torri和Pietro Ricchi绘于同一时期。
入口右侧是彼得洛德拉韦基亚（老彼得，Pietro della Vecchia）的“偷走圣马可的圣髑”以及“撒拉逊人拒绝检查装着圣马可圣髑的篮子”。然后是Pietro Damini的“圣路易祝圣图卢兹主教”（图卢兹的路易）。继续沿右墙向前是乔凡尼·巴蒂斯塔·提埃坡罗的三个大作品，依次是：“基督到达各各他”、“戴荆棘冠冕”和“鞭打耶稣”。
入口左侧是拉扎罗·巴斯蒂安（Lazzaro Bastiani）的旧约故事彩画板（15世纪）、雅各比洛·戴尔·菲奥雷（Jacobello del Fiore）的神父肖像（1420年）。左侧第一祭台有Gianmaria Morlaiter的三尊雕像。左侧最后一个祭台是博尼法西奥德皮塔蒂（Bonifacio de' Pitati）学生的“圣母领报、圣奥斯定和阿尔维斯”。祭衣间的左墙上是Angelo Trevisani的“花园中的基督”。

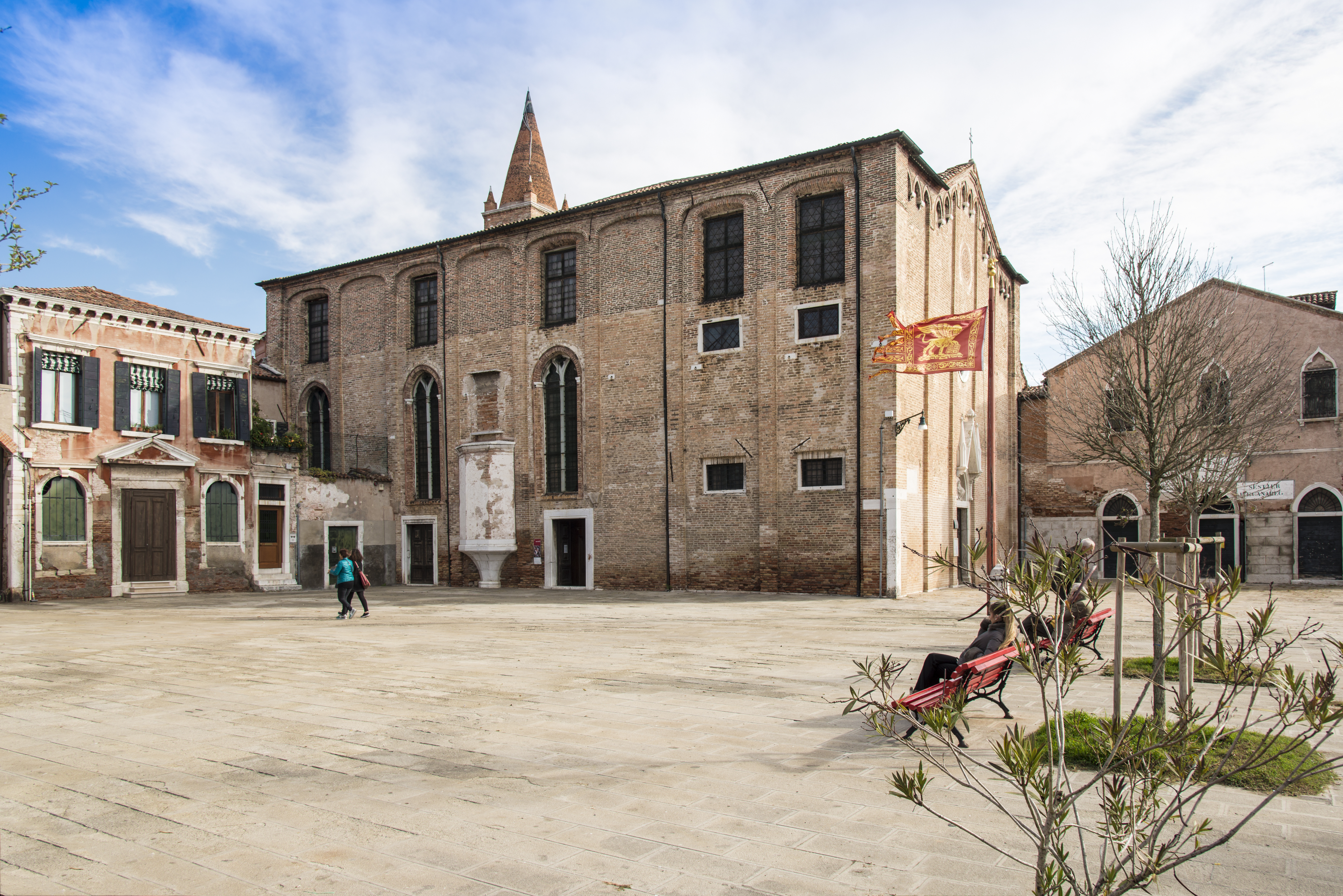
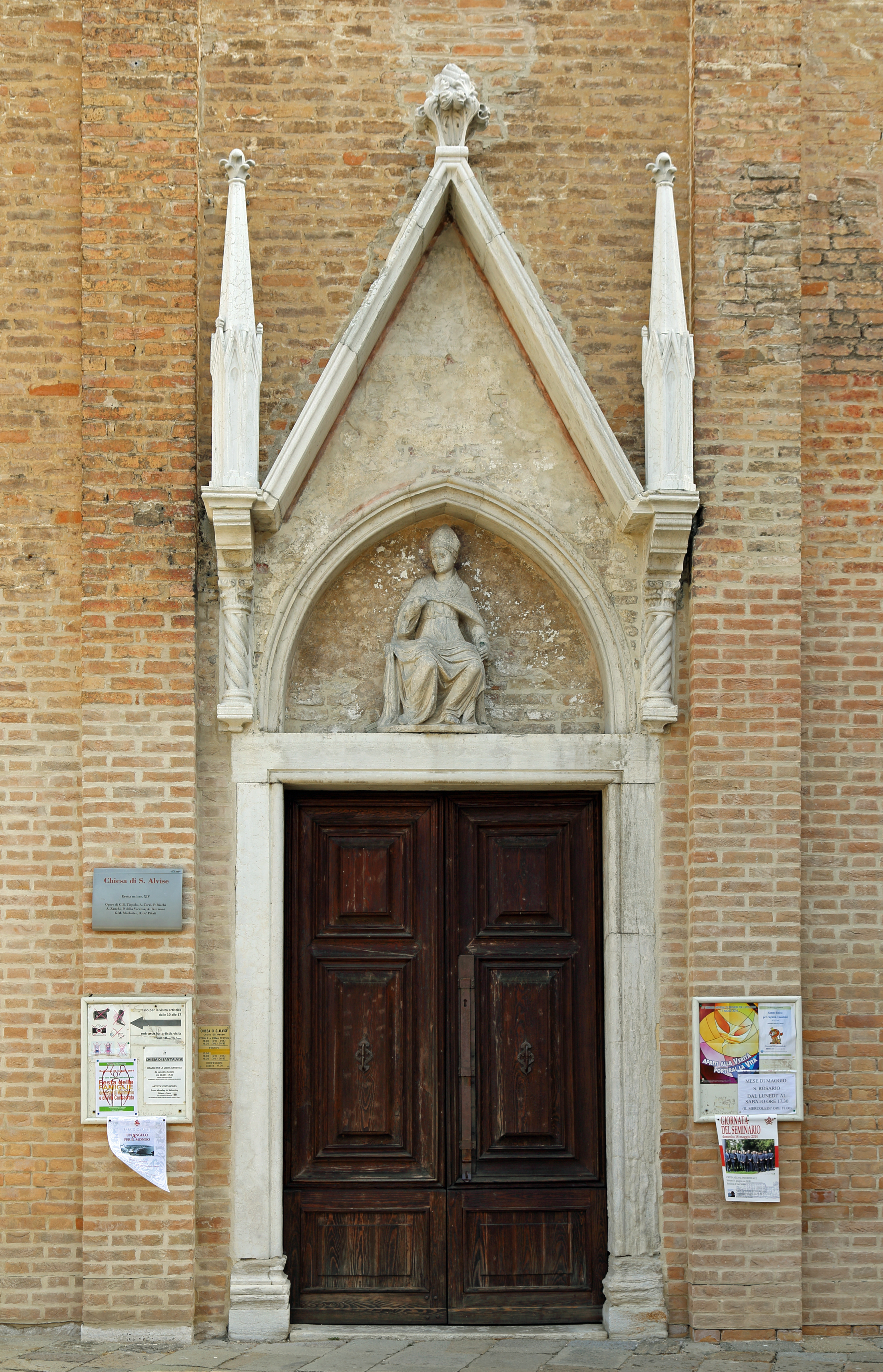
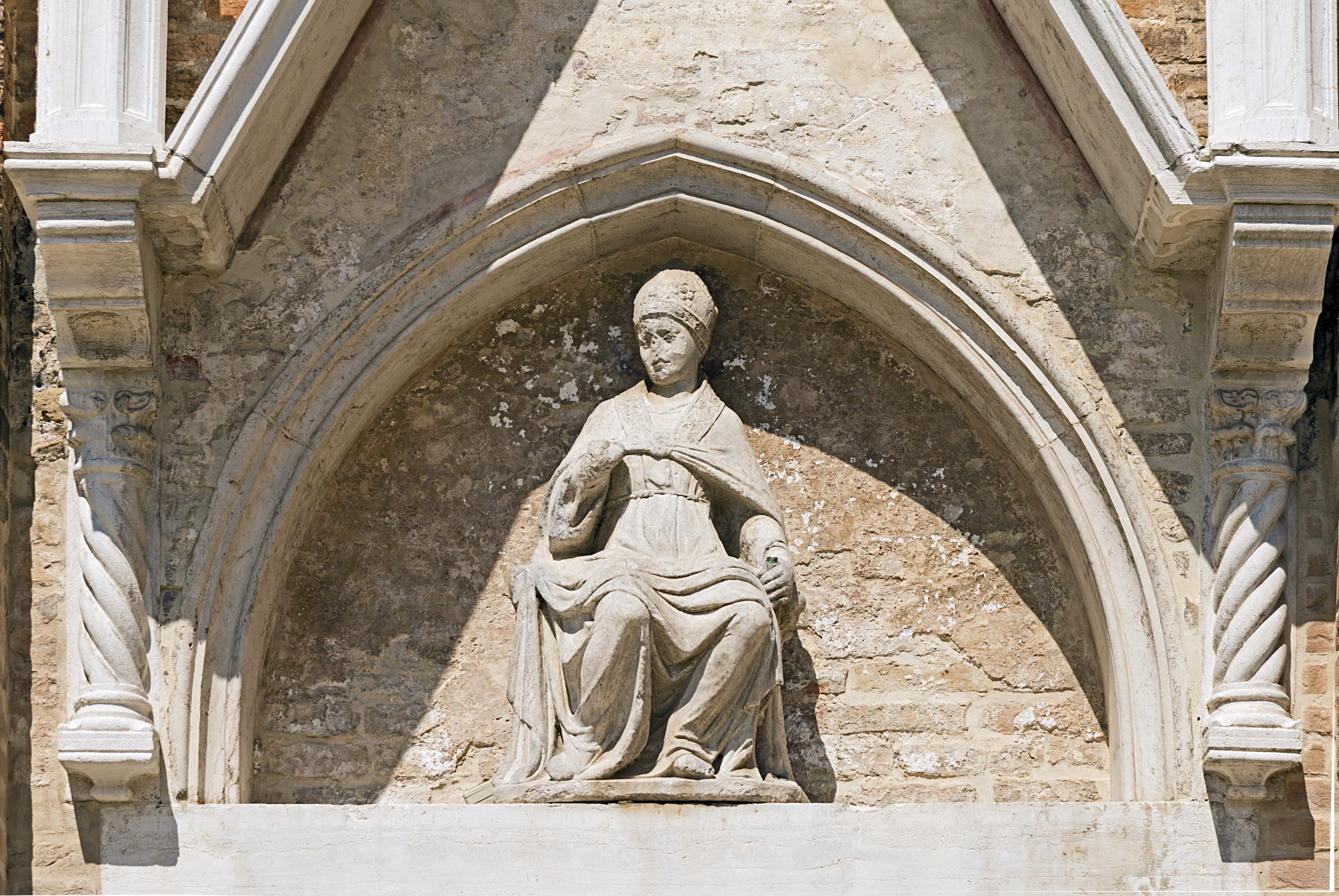
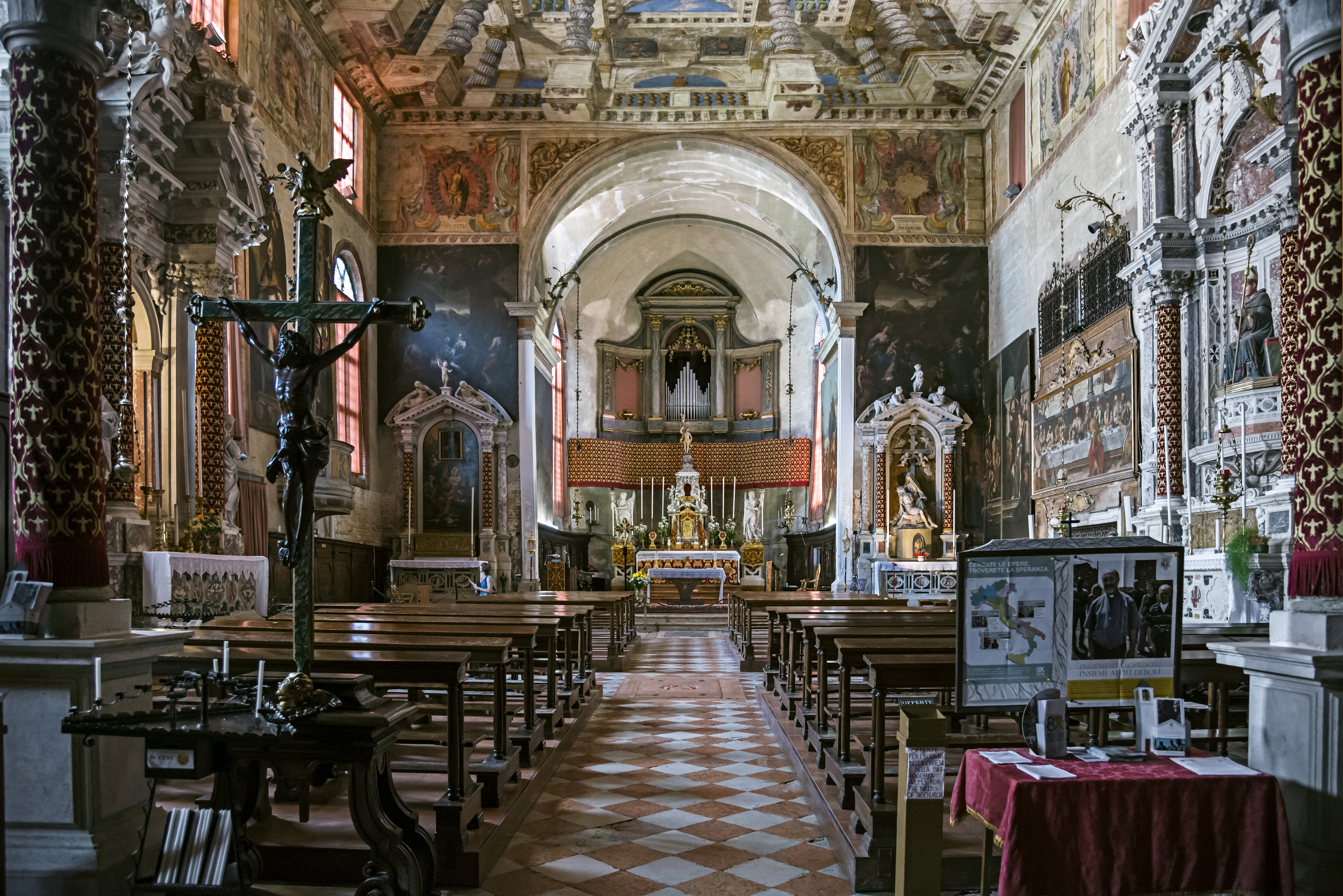
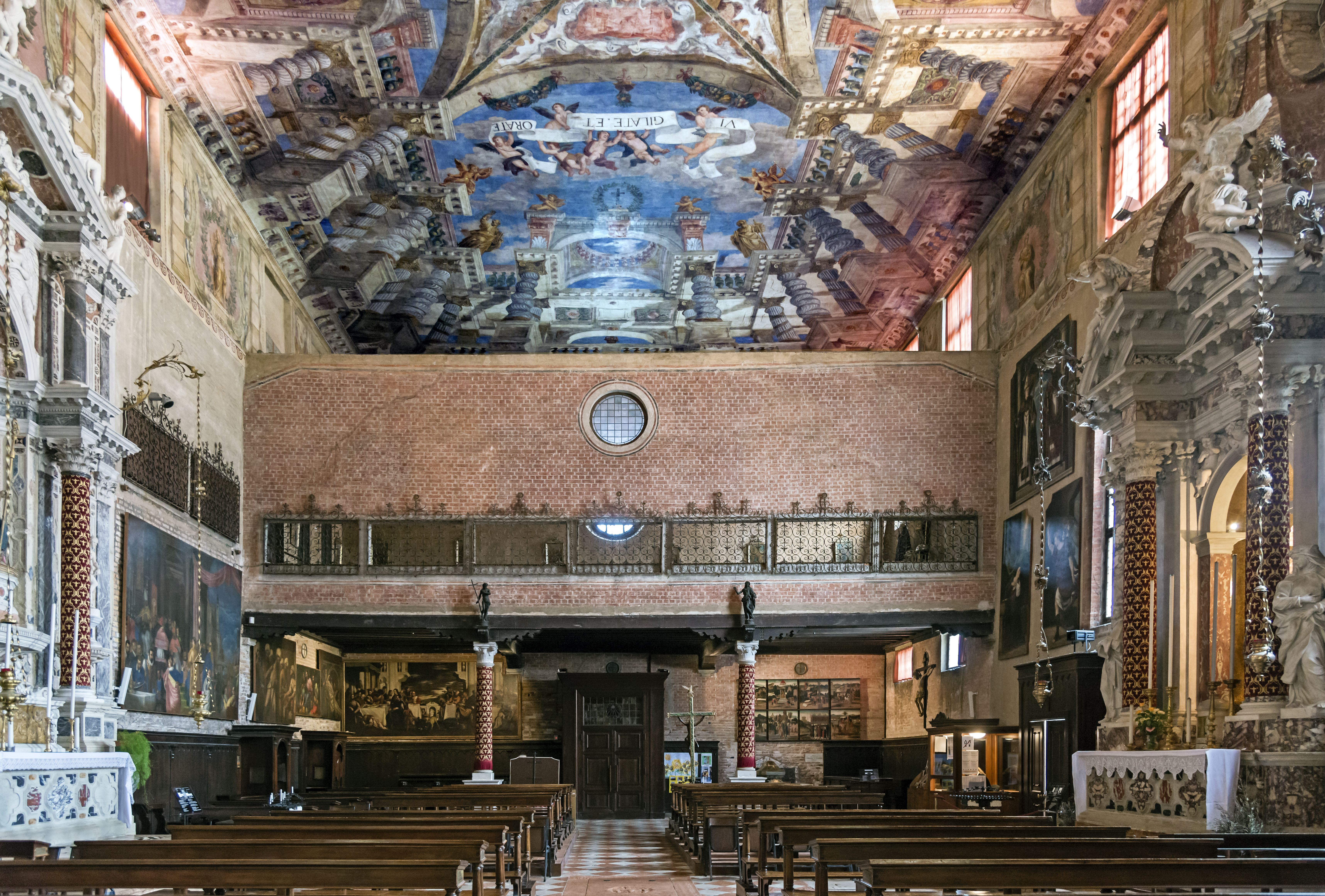
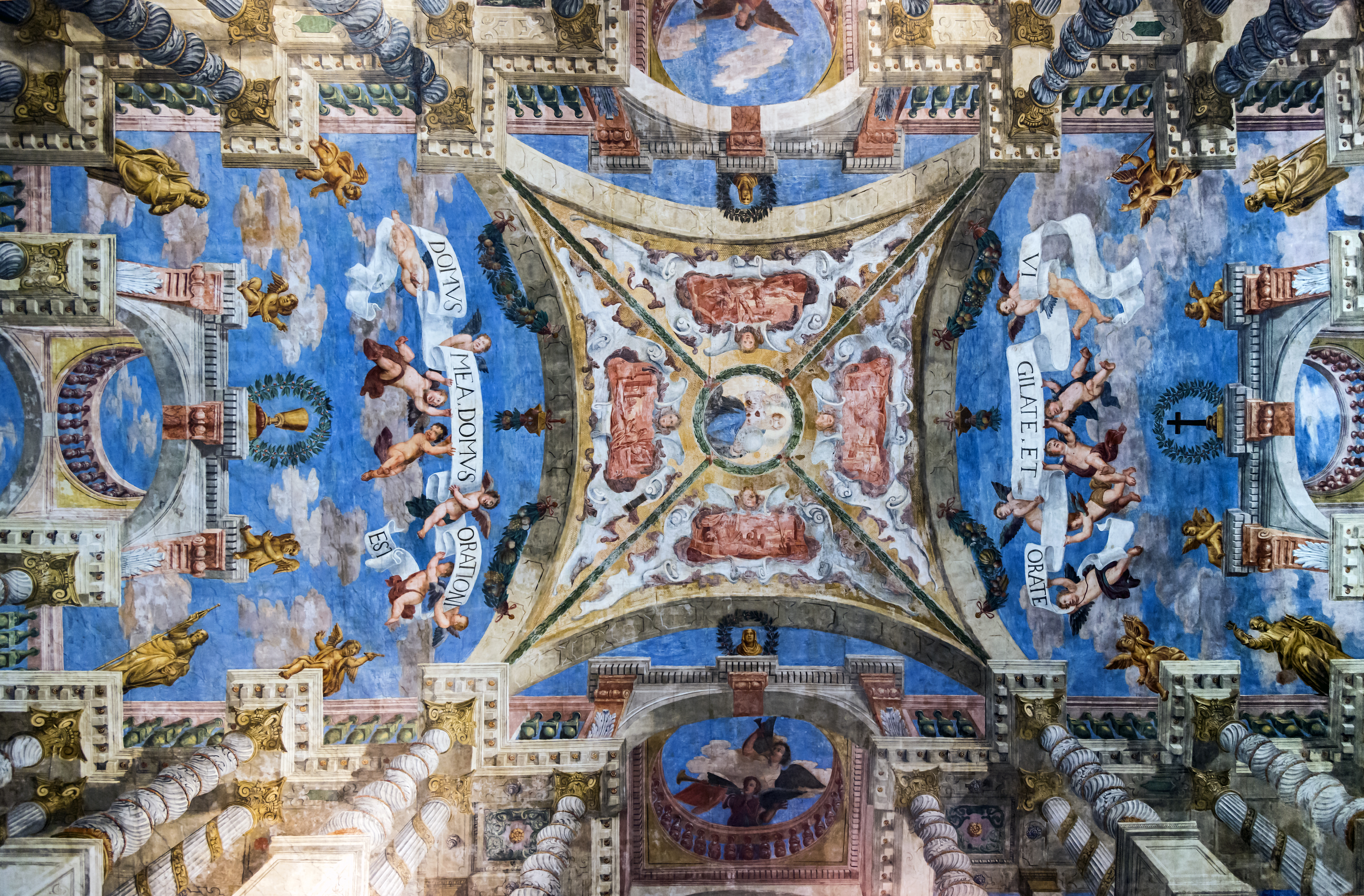
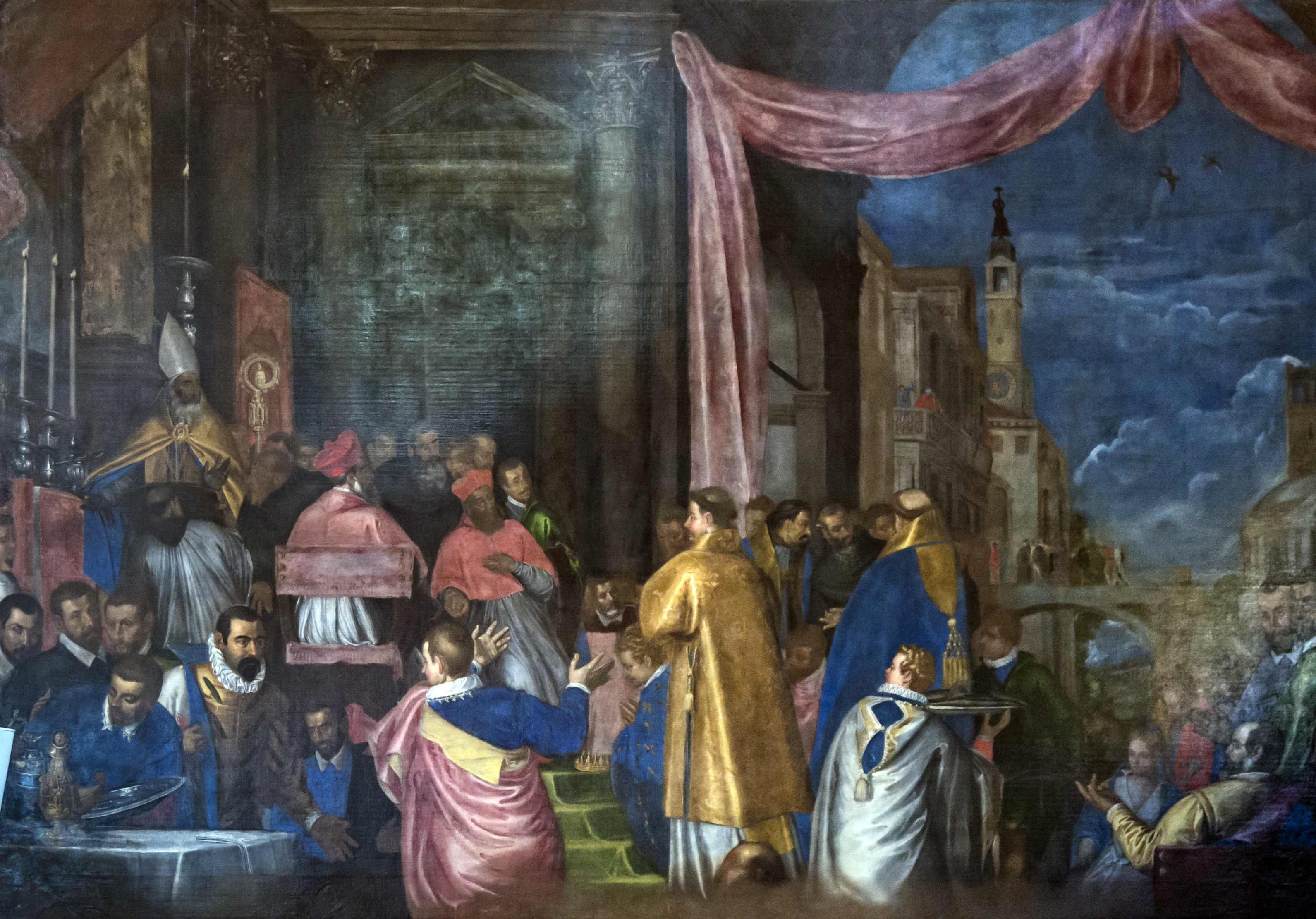
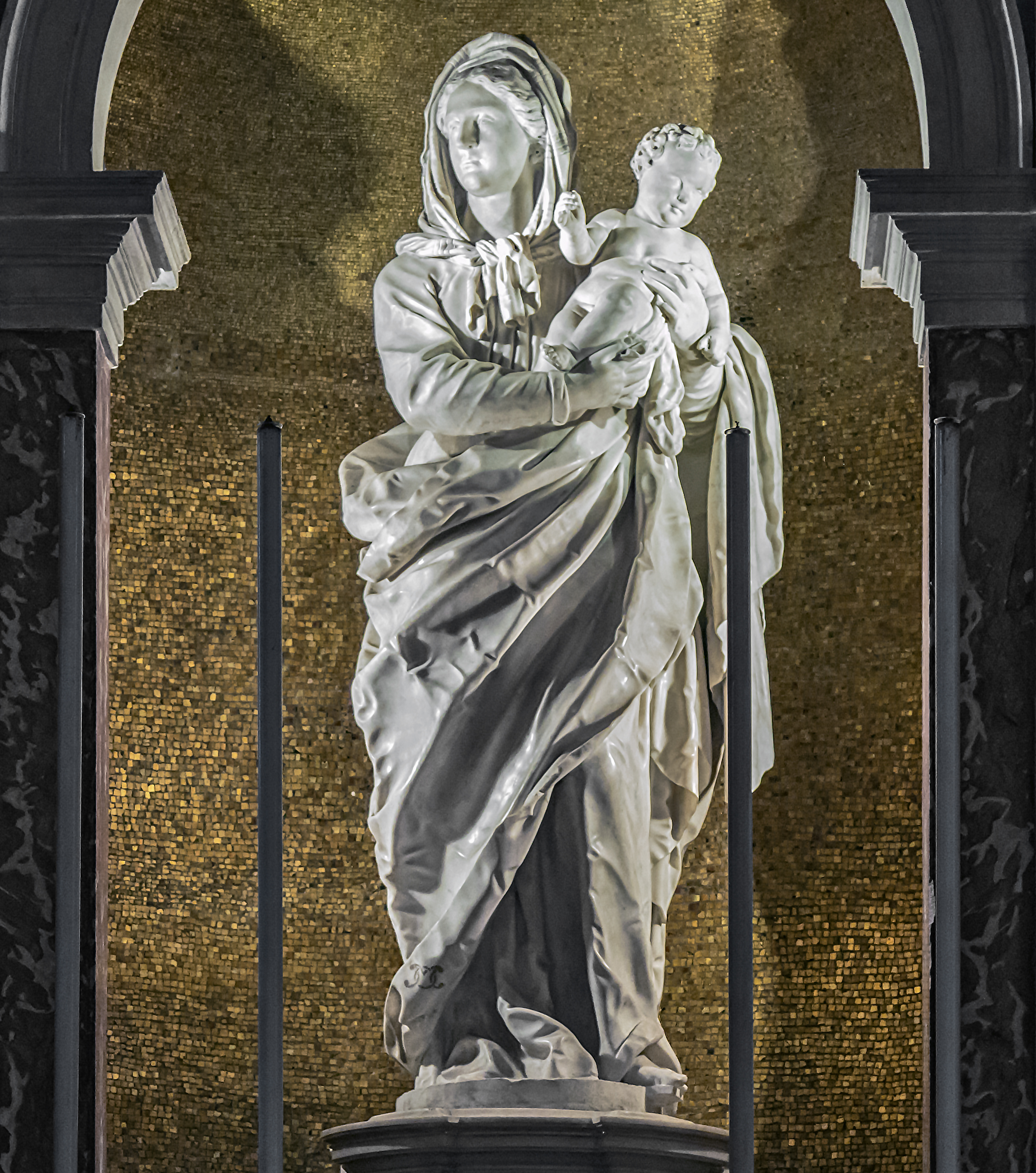
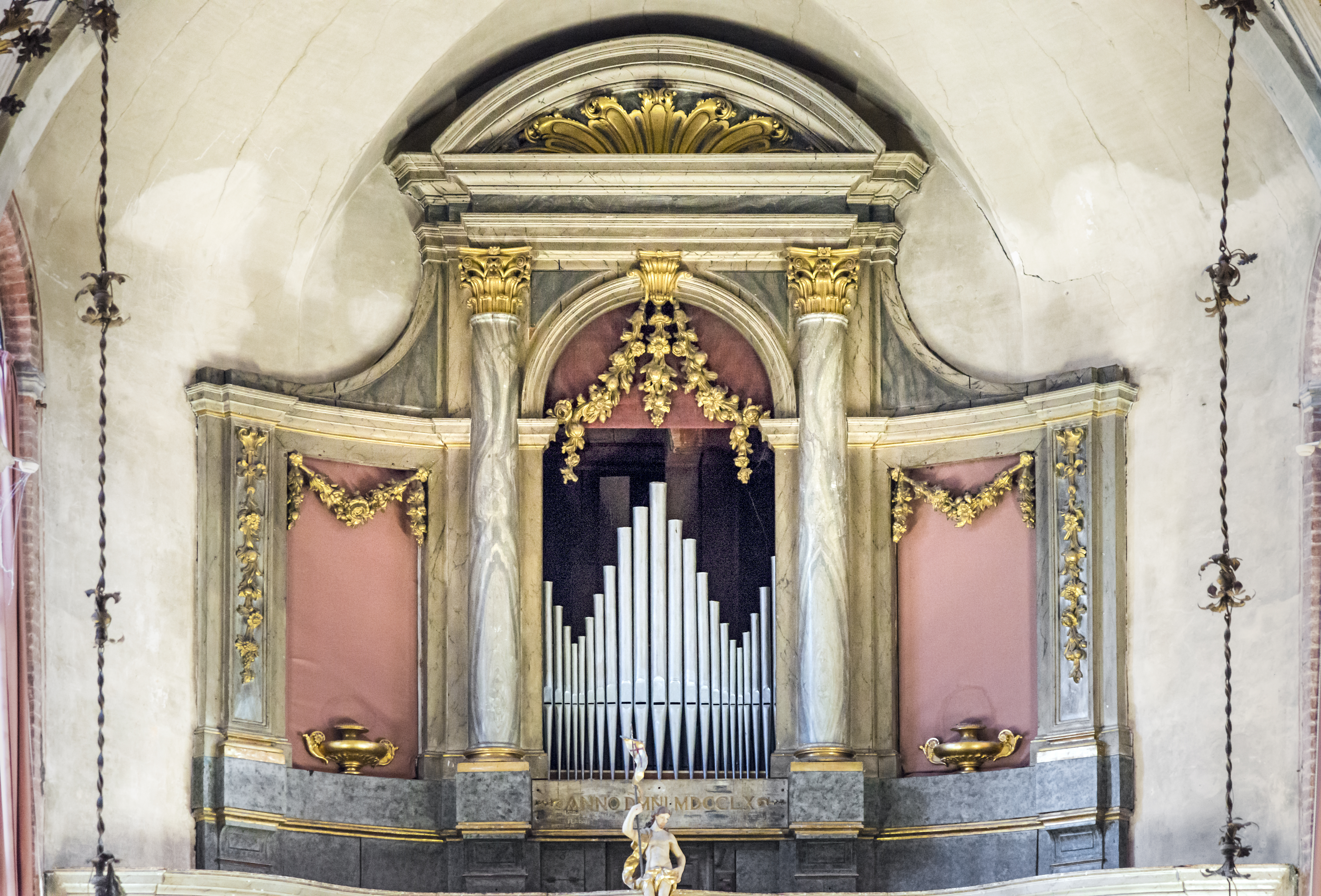